# Sura
Sura (arabisk: سورة sūra) er betegnelsen på Koranens afsnit, hvoraf der er i alt 114 af forskellig længde.
De er, med undtagelse af den første sura, disponeret efter længde, med den længste først, dvs. der er ingen kronologi i Koranen. Udlægningen findes i sira.